# 贞妃 (顺治帝)
貞妃（17世纪？—1661年2月5日），董鄂氏。輕車都尉巴度之女，孝獻皇后四服內的族姐妹。順治帝之妃，順治帝駕崩時她隨之殉葬，因而在康熙朝被追封為皇考貞妃。

## 生平
宫妃董鄂氏在順治帝上賓之日殉死，後被康熙帝追封為「貞妃」，按照顺治十五年追封悼妃之例辦理。她是順治帝后妃中唯一從殉者，後世對箇中理由有所猜測。最廣為宣傳的說法指貞妃的殉死與董鄂妃有密切的關係。因為孝莊太后深感順治帝過於寵愛董鄂妃。董鄂妃去世後，順治帝因傷心過度而做出追封皇后、葬禮逾度等違背禮數的舉動，甚至駕崩前有出家的念頭，種種不幸皆歸因董鄂妃。野史認為貞妃為了平息孝莊太后對董鄂妃的怨恨，自願殉葬，以免董鄂氏一族受牽連。歷史小說作家高陽在《清朝的皇帝》一書中，即採此說，認為貞妃因為董鄂妃之故，為平息世祖廢后娘家的憤怒而被逼殉葬。
根据《八旗满洲氏族通谱》的記载，孝献皇后与贞妃的曾祖父虽同为正白旗三等伯鲁克素，但兩者血缘关系已远至四代。野史及個別小说家称贞妃是为了避免家族遭受报复而殉葬是没有事实根据，不足为信。
顺治帝死时22岁，贞妃死时的年龄也应在20歲左右，初時葬於清東陵風水牆西門外，康熙五十七年（1718年）從葬於孝惠章皇后的孝東陵。
自康熙十二年（1673年）起，清廷嚴禁奴僕殉主，基本上廢除了活人殉葬的習俗。因此，貞妃是清朝最後一位殉葬的妃嬪。

## 延伸阅读
[在维基数据编辑]
 《清史稿/卷214》，出自趙爾巽《清史稿》